# أنيسا أوزيمان
أنيسا أوزيمان (بالفرنسية: Anisia Uzeyman)‏ هي كاتبة مسرحية وكاتِبة ومخرجة وممثلة فرنسية، ولدت في 1975 في رواندا.

## وصلات خارجية
- أنيسا أوزيمان على موقع IMDb (الإنجليزية)
- أنيسا أوزيمان على موقع ألو سيني (الفرنسية)
- أنيسا أوزيمان على موقع قاعدة بيانات الفيلم (الإنجليزية)